# Gig Harbor
Gig Harbor is een plaats (city) in de Amerikaanse staat Washington, en valt bestuurlijk gezien onder Pierce County.

## Demografie
Bij de volkstelling in 2000 werd het aantal inwoners vastgesteld op 6465.
In 2006 is het aantal inwoners door het United States Census Bureau geschat op 6672, een stijging van 207 (3,2%).

## Geografie
Volgens het United States Census Bureau beslaat de plaats een oppervlakte van
11,3 km², geheel bestaande uit land. Gig Harbor ligt op ongeveer 52 m boven zeeniveau.

## Plaatsen in de nabije omgeving
De onderstaande figuur toont nabijgelegen plaatsen in een straal van 12 km rond Gig Harbor.